# Marchhorn
Das Marchhorn ist ein 2961 m ü. M. hoher Berg der Lepontinischen Alpen. Er liegt auf der Grenze zwischen dem Tessin (Schweiz) und dem Piemont (Italien).